# Stazione di Pessione
La stazione di Pessione è una fermata ferroviaria posta sulla linea Torino-Genova a servizio della frazione Pessione di Chieri e del vicino comune di Poirino. La stazione di Chieri principale, situata nel centro storico, dista un paio di chilometri.

## Storia
La stazione venne attivata nel 1849, all'apertura della tratta ferroviaria Trofarello-Asti.
Dal 2001 i locali della fermata sono occupati dalla Farmacia Aliberti.

## Movimento
La fermata è servita dai treni del Servizio ferroviario metropolitano di Torino, linea 6 Torino Stura-Asti.

## Strutture ed impianti
La fermata comprende 2 binari passanti più un paio di binari tronchi, che però ora non vengono usati e un raccordo per la storica azienda di liquori Martini & Rossi.

## Servizi
La fermata dispone di:
- Biglietteria automatica
- Servizi igienici
- Farmacia

classificata da RFI come bronze.

## Interscambi
Di fronte alla fermata sono presenti le fermate della linea suburbana 2 Chieri; inoltre vi transitano linee extraurbane per la provincia.